# Jacques Ferrandez
Ne doit pas être confondu avec Luc Ferrandez.
Jacques Ferrandez, né le 12 décembre 1955 à Alger, est un auteur de bande dessinée, illustrateur et contrebassiste de jazz français qui vit dans le Sud de la France. Après une formation en arts décoratifs, il commence sa carrière en 1978 dans des périodiques. Il adapte de nombreuses œuvres littéraires et entreprend seul la série Carnets d'Orient, en dix volumes, ainsi que des carnets d'illustration sur ses voyages et sur la musique, reflétant son intérêt pour le jazz. Il emploie largement l'aquarelle.

## Biographie

### Enfance et formation
La famille paternelle de Ferrandez est d'origine espagnole. Son grand-père paternel arrive à Alger en 1880 et son père est médecin. Jacques Ferrandez naît à Alger le 12 décembre 1955 ; trois mois plus tard, sa famille quitte l'Algérie devant la tournure des évènements et s'installe à Nice.
Formé à l'École nationale d’Art décoratif de Nice, Jacques Ferrandez commence sa carrière d'auteur de bande dessinée dans le no 4 du nouveau mensuel (À suivre) lancé par les éditions Casterman en 1978.

### Premières publications
Jacques Ferrandez commence sa carrière par des récits complets écrits pour lui par le scénariste Rodolphe et publie ainsi six récits complets dans (À suivre) entre 1978 et 1981, six récits complets dans Métal hurlant entre 1981 et 1984 et enfin six récits complets autour du personnage du Vicomte dans Pilote en 1984 et 1985. Ces différents récits sont réunis et édités en albums sous les titres L'Heure du loup aux éditions du Cygne en 1981, Outsiders aux éditions Les Humanoïdes associés en 1985 et Le Vicomte aux éditions Dargaud en 1986.
Les deux auteurs publient parallèlement une première histoire longue, en noir et blanc, L'Homme au bigos, publiée dans Télérama durant l'été 1980 puis éditée en album en novembre de la même année aux éditions Les Humanoïdes associés, dont la suite, Le Maître de la nuit, toujours en noir et blanc, est publiée dans Métal hurlant au printemps 1982 puis éditée en album en septembre de la même année chez le même éditeur. Le style de Ferrandez est alors proche de celui de Jacques Tardi. Ce diptyque devient par la suite une série intitulée Les Enquêtes du commissaire Raffini, dont Jacques Ferrandez dessine encore deux tomes avant de l'abandonner en 1988.
Pour le mensuel Circus, les deux auteurs créent également la série Anne et Charles dont seuls deux épisodes sont publiés en 1982 et 1984 et édités en albums par les éditions Glénat en 1983 et 1985.

### Raconteur de la Provence
Durant cette période de collaboration avec Rodolphe, Jacques Ferrandez commence à écrire ses propres scénarios en abordant des thèmes plus personnels avec des nouvelles chroniquant la vie villageoise dans l'arrière-pays provençal publiées dans (À suivre) en 1981 et éditées en albums par Casterman en 1982 et 1986.
Par la suite, il adapte en bande dessinée les romans de Marcel Pagnol Jean de Florette et Manon des sources en 1997.
Quittant la Provence méditerranéenne pour la Provence alpine, il adapte également en bande dessinée le roman de Jean Giono, Le Chant du monde en 2019.

### Raconteur de l'Algérie
Profondément intéressé par les relations entre la France et l'Algérie, Jacques Ferrandez interroge « tous ces ratés de notre histoire commune » et travaille à maintes reprises sur des « auteurs à cheval entre les deux pays », comme Albert Camus, Mohamed Fellag et Maurice Attia.
C'est ainsi qu'il commence une longue saga de bande dessinée historique, prévue au départ en cinq tomes et qui en compte finalement dix parus entre 1986 et 2009, intitulée Carnets d'Orient,  sur l'histoire de la présence française en Algérie, de 1836 à 1962,. D'abord publiée dans Corto Maltese, la série figure ensuite dans (À suivre). Dans ce long récit, étayé par une solide documentation, Ferrandez s'attache à transmettre le point de vue de ses différents personnages : « ceux des indigènes et des colons, des militaires et des fermiers, des Arabes, des chrétiens ou des juifs ».
Jacques Ferrandez, qui n'avait pas connu l'Algérie qu'il avait quittée à l'âge de trois mois, n'y revient pour la première fois qu'en 1993 après le décès de son père survenu la même année, en bateau depuis Marseille pour des raisons affectives. De ce séjour, il rapporte un carnet de souvenirs et de dessins, Retours à Alger, élaboré avec Rachid Mimouni. Depuis 2002, il retourne régulièrement en Algérie, environ deux fois par an, pour rencontrer des amis et participer à des évènements culturels avec l'Institut français, tel le Salon international du livre d'Alger, bien que plusieurs de ses albums ne soient pas publiés en Algérie faute de visa d'importation (« une censure qui ne dit pas son nom »).
En marge des Carnets d'Orient, Jacques Ferrandez collabore régulièrement à des illustrations de carnets de voyage : Voyage en Syrie (1999), Istanbul (2000), Irak, 10 ans d'embargo avec Alain Dugrand (2001), Liban (2001), Les tramways de Sarajevo en 2005, Retours à Alger en 2006.
En mai 2012, le musée de l'Armée consacre une exposition à l'histoire de l'Algérie coloniale de 1830 à 1962. Les illustrations de Ferrandez y tiennent une place de choix, présentées dans chacune des sections,.
Jacques Ferrandez adapte ensuite des œuvres d'Albert Camus se déroulant en Algérie, tout d'abord la nouvelle L'Hôte en 2009, puis le roman L'Étranger en 2013 — il donne les traits de Jean-Jacques Brochier au procureur — ainsi que Le Premier Homme en 2017.
S'associant avec l'écrivain Maurice Attia, il réalise en 2012 l'adaptation d'Alger la Noire (Casterman, ouvrage publié à l'origine par Actes Sud).
En 2021, il illustre le roman Le Désert sans détour écrit par Mohammed Dib en 1992.
Douze ans après avoir terminé les Carnets d'Orient, Jacques Ferrandez leur donne une suite avec les Suites algériennes, un diptyque dont le premier tome paraît en mai 2021 puis le second en avril 2023, mettant ainsi un terme, au moins provisoire, aux Carnets d'Orient, Jacques Ferrandez ne s'interdisant pas de poursuivre un jour la série.

### Raconteur de romans noirs
Retrouvant la veine de L'Homme au bigos, Jacques Ferrandez travaille parfois dans le genre du roman noir.
En octobre 1998, sur un scénario original de Tonino Benacquista, il dessine L’Outremangeur, adapté ensuite au cinéma, puis adapte la nouvelle de l'écrivain La Boîte noire en octobre 2000. Il réalise également des illustrations pour une édition de La Maldonne des sleepings et Victor Pigeon de cet auteur.

### Raconteur de l'univers du jazz
Contrebassiste de jazz, Jacques Ferrandez se produit en clubs ou lors de festivals avec le Mille sabords quartet et le Miles Aboard Jazz Quintet.
Il publie des œuvres se rapportant au jazz et a publié régulièrement des illustrations de couvertures pour le magazine Jazzman.
Des 1987, sur des textes de Patrick Raynal, il dessine Nostalgia in Time Square, publié en récit complet dans (À suivre) en mars puis édité en album en format à l'italienne par les éditions Futuropolis en novembre de la même année.
Il publie ensuite Blues, histoires en bleu (éd. Art Moderne, 1990) et, sur un texte de Philippe Razol, Paris, jour et nuit (1990).
Il illustre deux récits consacrés à Miles Davis entre 2006 et 2008, pour une collection ouverte aux éditions Nocturne ; il s'agit de sa première biographie portant sur une personne réelle.

### Ouvrages collectifs
Par ailleurs, Jacques Ferrandez participe à des ouvrages collectifs, comme France Info, 30 ans d'actualités (Futuropolis, 2017), où il signe un récit sur le siège de Sarajevo.
Il collabore aussi à En chemin elle rencontre..., qui entend dénoncer les injustices visant les femmes, pour une narration sur les femmes algériennes lynchées à Hassi Messaoud.
Il adapte également des œuvres littéraires : pour Je bouquine, il travaille sur des classiques comme Le Cid (Pierre Corneille), Madame Bovary (Gustave Flaubert), La Chèvre de monsieur Seguin (Alphonse Daudet), etc…

## Œuvre

### Albums de bande dessinée

#### Séries

##### Les Enquêtes du commissaire Raffini
dessin et couleurs, avec Rodolphe (scénario), Les Humanoïdes associés :
1. L'homme au Bigos, coll. « Métal Hurlant », 1980  (ISBN 2-7316-0074-8).
2. Le Maître de la nuit, coll. « Sang pour Sang », 1982  (ISBN 2-7316-0176-0).
3. Villa Ténèbre, coll. « Sang pour Sang », 1984  (ISBN 2-7316-0320-8).
4. Martin Squelette, coll. « Métal Hurlant », 1988  (ISBN 2-7316-0494-8).

##### Anne et Charles
dessin et couleurs, avec Rodolphe (scénario), Glénat :
1. La Porte de Bréchéliant, 1983  (ISBN 2-7234-0364-5).
2. La Nuit du sonneur, 1985  (ISBN 2-7234-0568-0).

##### Carnets d'Orient
scénario, dessin et couleurs, Casterman :
(format 22,6 cm x 30,4 cm)
1. Carnets d'Orient, édition brochée et couverture souple, 58 p., coll. « Studio (A Suivre) », 1987  (ISBN 2-203-33813-X). 
  - réédition cartonnée, 1994.
  - réédition, titré Djemilah, nouvelle calligraphie du titre, 2014  (ISBN 2-203-38813-7).
2. L'Année de feu, édition brochée et couverture souple, 60 p., avec un carnet graphique de 10 pages, coll. « Studio (A Suivre) »,1989  (ISBN 2-203-33826-1).
  - réédition cartonnée, 1994.
  - réédition, nouvelle calligraphie du titre, 2014.
3. Les Fils du Sud, édition brochée et couverture souple, 62 p., avec un carnet graphique de 8 pages, coll. « Studio (A Suivre) », 1992  (ISBN 2-203-33847-4).
  - réédition cartonnée, 1994.
  - réédition, nouvelle calligraphie du titre, 2014.
4. Le Centenaire, 63 p., avec un carnet graphique de 10 pages, 1994  (ISBN 2-203-38860-9), (Prix du jury œcuménique de la bande dessinée 1995).
  - réédition, nouvelle calligraphie du titre, 2014.
5. Le Cimetière des princesses, 60 p., avec préface de Louis Gardel, 1995  (ISBN 2-203-38873-0).
  - réédition, nouvelle calligraphie du titre, 1995.
6. La Guerre fantôme, 60 p., 2002  (ISBN 2-203-39002-6) (prix Maurice-Petitdidier 2003), (Prix France Info de la Bande dessinée d’actualité et de reportage 2003).
7. Rue de la Bombe, 52 p., 2004  (ISBN 2-203-36507-2).
8. La Fille du Djebel Amour, 54 p., 2005  (ISBN 2-203-36508-0).
9. Dernière Demeure, 57 p., 2007  (ISBN 978-2-203-00368-2).
10. Terre fatale, 60 p., 2009  (ISBN 978-2-203-01533-3).

Édition intégrale :
1. Premier Cycle, reprend les tomes 1 à 5, 2008  (ISBN 978-2-203-01454-1).
2. Second Cycle, reprend les tomes 6 à 10, 2011  (ISBN 978-2-203-04099-1).

##### Suites algériennes
scénario, dessin et couleurs, Casterman :
(format 19 cm x 26,8 cm)
1. 1962-2019 - Première partie, 114 p., 2021  (ISBN 978-2-203-20296-2).
2. 1962-2019 - Seconde partie, 168 p., 2023  (ISBN 978-2-203-22356-1).

#### One Shot
- L'Heure du loup (dessin), avec Rodolphe (scénario), Éditions du Cygne, 1981.
- Arrière-pays, Casterman, 1982  (ISBN 2-203-33412-6)[21].
- Outsiders (dessin), avec Rodolphe (scénario), Les Humanoïdes Associés, coll. « Pied Jaloux », 1985  (ISBN 2-7316-0395-X).
- Nouvelles du pays, Casterman, 1986  (ISBN 2-203-33528-9).
- Le Vicomte (dessin), avec Rodolphe (scénario), Dargaud, coll. « Portraits souvenirs », 1986  (ISBN 2-205-03036-1).
- Nostalgia in Time Square (dessin), avec Patrick Raynal (scénario), Futuropolis, Patrick Raynal  (ISBN 2-7376-5659-1).
- L'Eau des collines (d'après le diptyque romanesque de Marcel Pagnol), Casterman :

1. Jean de Florette, 1997  (ISBN 2-203-37701-1).
2. Manon des sources, 1997  (ISBN 2-203-37702-X).

- L’Outremangeur (dessin), avec Tonino Benacquista (scénario), Casterman, 1998  (ISBN 2-203-38913-3).
- La Boîte noire (dessin), avec Tonino Benacquista (scénario), Gallimard-Futuropolis, 2000  (ISBN 2-07-078804-0)[22].
- Miles Davis, Nocturne, coll. « BD Jazz » :

1. Miles Davis, 2006  (ISBN 2-84907-036-X).
2. Miles Davis, volume 2, 2008  (ISBN 978-2-84907-045-1).

- Cuba père et fils (scénario et dessin), avec Pierre Ferrandez (dessin), Casterman, coll. « Univers d'auteurs », 2008  (ISBN 978-2-203-01453-4).
- L'Hôte (d'après la nouvelle d'Albert Camus), Gallimard, coll. « Fétiche », 2009  (ISBN 978-2-07-062870-4)[13].
- Participation dans : Marie Moinard et collectif, En chemin elle rencontre... Les artistes se mobilisent pour le respect des droits des femmes, Vincennes/Paris, Des ronds dans l'O / Amnesty International, février 2011, 96 p. (ISBN 978-2-917237-15-1)
- Alger la noire (d'après le roman de Maurice Attia), Casterman, 2012  (ISBN 978-2-203-04565-1)[23].
- Le Vicomte et Autres Récits (dessin), avec Rodolphe (scénario), Casterman, 2012  (ISBN 978-2-203-04550-7).
- L’Étranger (d'après le roman d'Albert Camus), Gallimard BD, coll. « Fétiche », 2013  (ISBN 978-2-07-064518-3).
- Le Premier Homme (d'après le roman d'Albert Camus), Gallimard BD, coll. « Fétiche », 2017  (ISBN 978-2-07-507415-5)[24],[25].
- Frères de terroir : Carnets de croqueurs (dessin), avec Yves Camdeborde (scénario), Rue de Sèvres :

1. Hiver, printemps, 2014  (ISBN 9782369810650).
2. Eté, automne, 2015  (ISBN 9782369811367).

- Le Chant du monde (d'après le roman de Jean Giono), Gallimard, 2019  (ISBN 9782075109628)[26],[27].

### Romans illustrés
Ferrandez a illustré la couverture et l'intérieur de ces différents ouvrages.
- Gaby Sangar, Éventrations, Grenoble, Glénat, coll. « Train d'enfer », 1980, 152 p. (ISBN 2-7234-0154-5).
- Tonino Benacquista, La Maldonne des sleepings, Paris, Futuropolis / Gallimard, coll. « Série noire », 1991, 448 p. (ISBN 2-7376-2728-1).
- Tonino Benacquiesta, Victor Pigeon, Syros, coll. « Souris noire », 1994 (ISBN 2-84146-030-4, OCLC 173650908).
- R. L. Stevenson, Le Cas étrange du docteur Jekyll et de M. Hyde, Éditions du Chêne, 1994 (ISBN 2-85108-845-1 (édité erroné), BNF 35720897).
- Claire Mazard, Opération Marcellin, Paris, Nathan, coll. « Pleine Lune », 1995, 104 p. (ISBN 2-09-282106-7).
- Hubert Ben Kemoun, Le Jour de tous les mensonges, Paris, Nathan, coll. « Pleine Lune », 1996, 118 p. (ISBN 2-09-282159-8).
- Jean-Claude Izzo, Loin de tous les rivages, Nice, Les Éditions du Ricochet, 1997, 109 p. (ISBN 2911013069).
- Daniel Pennac, L'Œil du loup, Paris, Nathan, coll. « Pleine Lune », 1998, 152 p. (ISBN 2-09-282104-0).
- Rodolphe, Petit Dictionnaire de mon enfance, Saint-Egrève, Mosquito, 1999, 87 p. (ISBN 2908551276).
- Jean-Paul Nozière, La Chanson de Hannah, Paris, Nathan, coll. « Pleine Lune », 2000, 198 p. (ISBN 2-09-282135-0).
- Philippe Carrese, Le Tambour du diable, Liber Niger, 2001 (ISBN 2-914445-02-4).
- Jean-Pierre Vittori, Midi pile, l'Algérie, Voisins-le-Bretonneux, Rue du Monde, coll. « Histoire d'histoire », 2001, 32 p. (ISBN 2-912084-54-7).
- Azouz Begag (illustré par Jacques Ferrandez) L'île des gens d'ici, Éditions Albin Michel, 2006.
- Didier Daeninckx, Nos ancêtres les pygmées, Voisins-le-Bretonneux, Rue du Monde, coll. « Histoire d'histoire », 2009, 39 p. (ISBN 978-2-35504-079-5).
- Fellag, Le Mécano du vendredi, Paris, Jean-Claude Lattès, 2010, 187 p. (ISBN 978-2-7096-3341-3).
- Mohammed Dib, Le Désert sans détour, Arles, Actes Sud, coll. « Traits et portraits », 2021, 128 p. (ISBN 978-2-330-15088-4).

## Recueils d'illustrations
Cette catégorie comprend de nombreux carnets de voyage, des recueils d'illustration et des ouvrages non-fictionnels centrés sur les illustrations de Ferrandez.
- La Colline visitée (texte de Rachid Mimouni), Éditions DS, coll. « Voyage sans amarres », 1993  (ISBN 2-910046-01-X).
- Les Correspondances de Pierre Christin, vol. 2 : Chez les Cheikhs (texte de Pierre Christin), Dargaud, 1998  (ISBN 2-205-04750-7)[28].
- Carnets d'Orient, Casterman :

1. Voyage en Syrie, Casterman, 1999  (ISBN 2-203-38034-9).
2. Istanbul, 2000  (ISBN 2-203-38036-5).
3. Irak : Dix Ans d'embargo, 2001  (ISBN 2-203-38037-3).
4. Liban, 2001  (ISBN 2-203-38039-X).

- Les Tramways de Sarajevo, voyage en Bosnie-Herzégovine, Casterman, 2005  (ISBN 2-203-35917-X).
- Retours à Alger (avec Rachid Mimouni), Casterman, 2006  (ISBN 2-203-39014-X).
- Des hommes dans la guerre d'Algérie (textes d'Isabelle Bournier), Bruxelles/Paris, Casterman, 2010, 72 p. (ISBN 978-2-203-02608-7).
- Marrakech : Itinéraires (textes d'Olivier Cirendini), Casterman et Lonely Planet, coll. « City Guides », 2010  (ISBN 9782203026186).
- Algérie 1830 : Avec Jacques Ferrandez, Paris/Bruxelles, Casterman, 2012, 256 p. (ISBN 978-2-203-05126-3).
- J. Ferrandez, Toulouse, Plume de carotte, coll. « Carnets nature », 2015, 118 p. (ISBN 978-2-366-72070-9).

### Autobiographie
- Entre mes deux rives, Paris, Mercure de France, coll. « Traits et Portraits », 2017, 221 p. (ISBN 978-2-7152-4556-3).

## Distinctions
- 1995 : prix du jury œcuménique de la bande dessinée pour Le Centenaire (France)[réf. souhaitée] ;
- 2003 : 
  - Prix France Info de la Bande dessinée d’actualité et de reportage pour La Guerre fantôme[29] (France) ;
  - prix Maurice-Petitdidier du meilleur album francophone étranger pour La Guerre fantôme (Québec)[réf. souhaitée] ;
- 2010 : Prix de la presse des jeunes au Salon du Livre de Montreuil, avec Isabelle Bournier, pour Des hommes dans la guerre d’Algérie[30] ;
- 2012 : Prix spécial du jury de la revue Historia pour l'ensemble de la série Carnets d'Orient[31] (France) ;
- 2018 : Prix Historia de la bande dessinée historique pour Le Premier Homme[32].

### Documentation
Sources secondaires
- Serge Buch, Ferrandez : Une monographie, Saint-Egrève, Mosquito, 2005, 160 p. (ISBN 2-908551-78-0).
- Patrick Gaumer, « Ferrandez, Jacques », dans Dictionnaire mondial de la bande dessinée, Larousse, 2010 (ISBN 978-2035843319), p. 319-320.
- (en) Mark Mckinney, « ‘Tout cela, je ne voulais pas le laisser perdre’: Colonial lieux de mémoire in the comic books of Jacques Ferrandez », Modern & Contemporary France, vol. 9, no 1,‎ février 2001, p. 43-53 (DOI 10.1080/09639480020017885).
- (en) Still, Edward, « Broken fantasias? Jacques Ferrandez and the chimeric quest for disillusionment », Studies in Travel Writing, vol. 21, no 3,‎ juillet 2017, p. 293-312 (DOI 10.1080/13645145.2017.1360980).
- Gilles Ratier, « Jacques Ferrandez donne des suites à sa série-fleuve algérienne… », sur BDZoom, 17 mai 2021.
- Daniel Muraz, « Quand Jacques Ferrandez fait un détour par le désert et par Mohammed Dib », Le Courrier Picard,‎ 28 mai 2021 (lire en ligne).

Interviews
- Jacques Ferrandez (int. par Patrick Giordano), « Interview Ferrandez », P.L.G.P.P.U.R., no 10,‎ printemps 1982, p. 19-21 (ISSN 0223-0844).
- Jacques Ferrandez et Daniel Ceppi (int. par Fabien Tillon), « L'eau rance d'Arabie », BoDoï, no 42,‎ juin 2001, p. 82-84.
- Jacques Ferrandez (int. par Jean-Marc Vidal), « L'Algérie qui pleure », BoDoï, no 57,‎ novembre 2002, p. 62-67.
- Jacques Ferrandez (int. par Serge Buch), Ferrandez : Une monographie, Saint-Égrève, Mosquito, 2005, 160 p. (ISBN 2-908551-78-0).
- Jacques Ferrandez (int.) et Charles-Louis Detournay, « Jacques Ferrandez : "J’ai été très heureux de faire un petit bout de chemin avec Albert Camus" », sur Actua BD, 21 octobre 2014.
- Jacques Ferrandez (int.) et L. Gianati, « Si Camus vous était conté. Entretien avec Jacques Ferrandez », sur BD Gest', 15 novembre 2017.
- Jacques Ferrandez (int.) et Jean-Laurent Truc, « Jacques Ferrandez revient en Algérie pour des suites nécessaires », sur ligneclaire.info, 19 juin 2021.
- Jacques Ferrandez (int.) et Marius Jouanny, « Des colons aux colonels », Casemate,‎ avril 2023.